# Liste der Landschaftsschutzgebiete im Landkreis Northeim
Die Liste der Landschaftsschutzgebiete im Landkreis Northeim enthält die Landschaftsschutzgebiete des  Landkreises Northeim in Niedersachsen.
| Bild                                | Nummer        | Bezeichnung des Gebietes        | Fläche in Hektar | WDPA-ID | Koordinaten | Datum der Verordnung |
| ----------------------------------- | ------------- | ------------------------------- | ---------------- | ------- | ----------- | -------------------- |
|                                     | LSG NOM 00008 | Südhang des Clusberges          | 21,00            | 324906  | Position    | 1956                 |
|                                     | LSG NOM 00010 | Hube, Greener Wald und Luhberg  | 1693,00          | 321153  | Position    | 1974                 |
| LSG Leinebergland                   | LSG NOM 00012 | Leinebergland                   | 919,00           | 322560  | Position    | 1966                 |
|                                     | LSG NOM 00013 | Edesheimer Berg                 | 358,00           | 320493  | Position    | 1984                 |
|                                     | LSG NOM 00014 | Koppelwiese                     | 10,00            | 322279  | Position    | 1985                 |
| LSG Westerhöfer Bergland - Langfast | LSG NOM 00015 | Westerhöfer Bergland - Langfast | 13616,00         | 325818  | Position    | 1990                 |
| LSG Solling                         | LSG NOM 00016 | Solling                         | 33014,90         | 324596  | Position    | 1999                 |
|                                     | LSG NOM 00017 | Sultmer                         | 175,00           | 324950  | Position    | 2000                 |